# بیلابیا
بیلابیا (به اسپانیایی: Vilabella) یک شهرستان در اسپانیا است که در استان تاراگونا واقع شده‌است.

## خصوصیات
بیلابیا ۱۸٫۲ کیلومترمربع مساحت و ۸۲۴ نفر جمعیت دارد و ۲۴۵ متر بالاتر از سطح دریا واقع شده‌است.